# Eliza Schneider

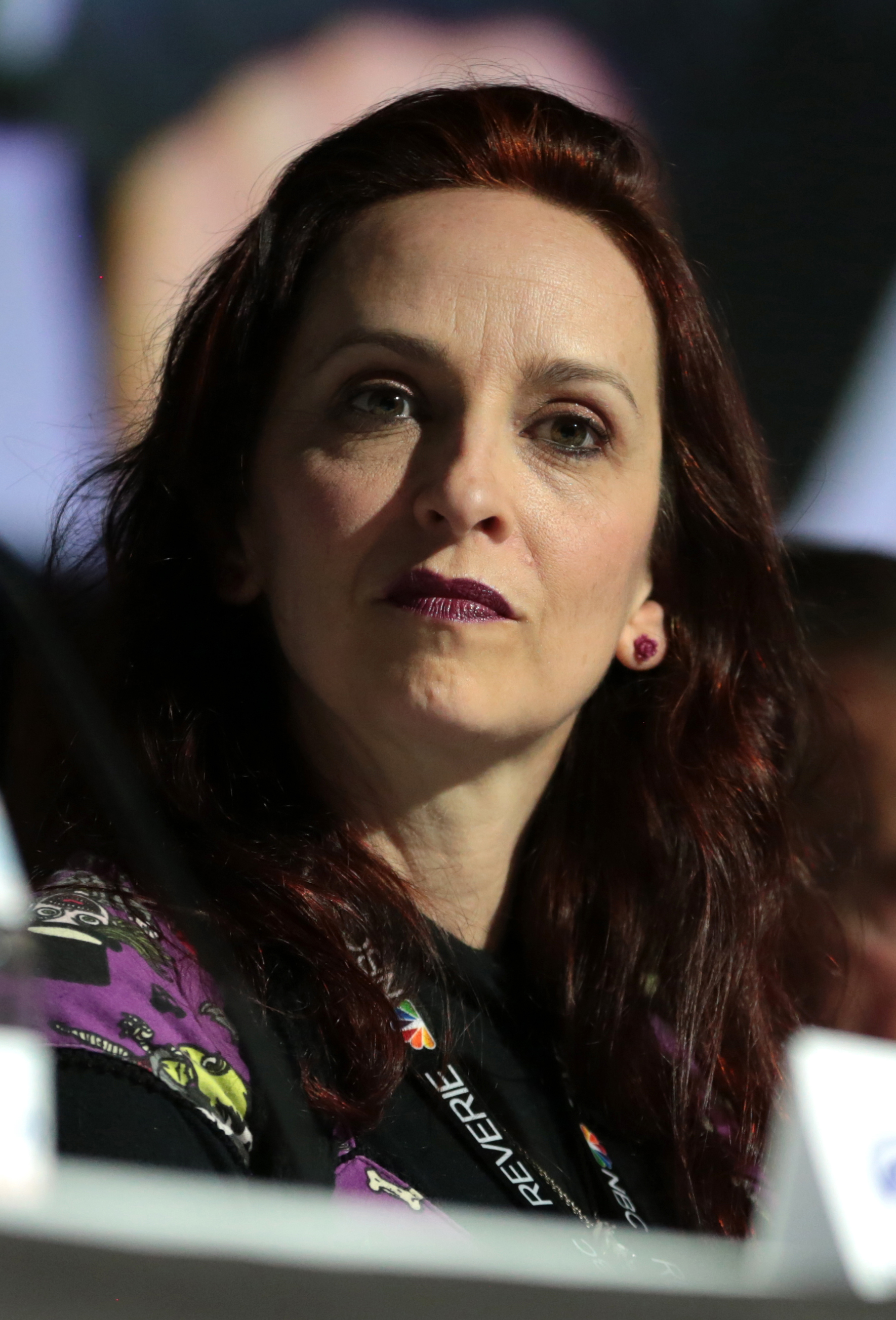
Eliza Schneider, 2018

Eliza Jane Schneider (* 3. Februar 1978) ist eine US-amerikanische Schauspielerin, Singer-Songwriterin, Dramatikerin, Historikerin und Synchronsprecherin.

## Biografie

### Leben
Schneider ist die Tochter eines jüdischen Vaters und einer indianischen Fachanwältin. Sie verbrachte ihre Lehrjahre auf einem Chippewa-Indianerreservat mit ihren zwei älteren Brüdern. Ihr Vater war Lehrer für Mathematik und Theater auf der School of Arts High School in Rochester, New York, in der sie ihr Studium als Zweitbeste abschloss. Sie nahm auch an einem Theaterprogramm auf dem Northwestern University's National High School Institute teil und studierte auf der UCLA Weltkunst und Kultur.
Es gelang ihr, anstatt Mary Kay Bergman, die 1999 Selbstmord begangen hatte, die weibliche Hauptsynchronsprecherin in der animierten Fernsehserie South Park zu werden. Dies war eine Position, die sie bis 2003 innehatte, als sie der Serie den Rücken kehrte, als Reaktion auf die Weigerung der Produzenten der Show, ihr einen Gewerkschaftsvertrag zu gewähren.

## Filmografie

### Fernsehen
- 1992: The Amazing Live Sea Monkeys (als Sheila Brentwood)
- 1993: Black Tie Affair
- 1994–1995: Beakman's World (als Liza)
- 2001–2002: Spy TV, Episode 1.2 (verschiedene)
- 2002: Girlfriends, Season 2, Episode: „Sister, Sista“ (als Lynn Searcy's Schwester, Tanya)
- 2004: Invader Zim (DVD) (in der Episode The Girl Who Cried Gnome als Moofy)
- 2006–2007: Squirrel Boy (die Stimme von Martha)

### Charakterstimmen
- South Park
  - Wendy Testaburger
  - Sharon Marsh
  - Liane Cartman
  - Shelley Marsh (Stan's Schwester)
  - Bürgermeisterin McDaniels
  - Oprah Winfrey

## Stimmen in Videospielen
- 2006: Fluch der Karibik: Die Legende von Jack Sparrow (Videospiel) – Elizabeth Swann
- 2006: Kingdom Hearts II – Elizabeth Swann, Nebenrollen
- 2009: Shadow Complex – Clair
- 2009: Assassin’s Creed II – Rebecca Crane
- 2015: Assassin’s Creed Syndicate – Rebecca Crane
- 2019: Kingdom Hearts III – Elizabeth Swann